# Patrik Mathews
 (octobre 2021).
Pour les articles homonymes, voir Mathews.
Patrik Jordan Mathews (né en 1993) est un militant néonazi et ingénieur de combat canadien ayant servi dans les Forces armées canadiennes.
Accusé d'avoir recruté et entraîné des gens pour le compte du groupe suprémaciste néonazi La Base, il a été arrêté en janvier 2021 par le FBI aux États-Unis.

## Biographie
Patrik Jordan Mathews a servi huit ans dans la Première réserve des Forces armées canadiennes en tant qu'ingénieur de combat. Plus précisément, il a servi dans le 38e Groupe-brigade du Canada, où il a atteint le grade de caporal-chef.
En 2019, le journaliste Ryan Thorpe, du Winnipeg Free Press, expose ses activités au sein du groupe suprémaciste néonazi La Base.
Le 9 août 2019, la Gendarmerie royale du Canada (GRC) obtient et exécute un mandat de perquisition de sa maison à Beauséjour au Manitoba, ou des policiers découvrent des armes de poing.
En juillet 2019, les Forces armées canadiennes lancent une enquête à son sujet,.
Le 24 août, il est déclaré absent sans permission officielle (AWOL).
Son camion est découvert abandonné à Piney au Manitoba.
Le 16 janvier 2021, une unité du FBI arrête Mathews et deux autres hommes au Delaware, États-Unis,.
Les trois ont été soupçonnés de vouloir participer au 2020 VCDL Lobby Day (en), un rassemblement à Richmond en Virginie où des membres de plusieurs groupes suprémacistes et néonazis se seraient donnés rendez-vous.
En octobre 2021, les procureurs américains exigent 25 ans de prison pour Matthews.